# Station Milcz
Station Milcz is een spoorwegstation in de Poolse plaats Milcz.